# Hydropsyche toschiae
Hydropsyche toschiae là một loài Trichoptera trong họ Hydropsychidae. Chúng phân bố ở vùng Tân nhiệt đới và vùng Tân Bắc giới.